# Yankee 500 1961
Yankee 500 1961 var ett stockcarlopp ingående i Nascar Grand National Series (nuvarande Nascar Cup Series) som kördes 17 juni 1961 på den 0,25 mile (402,336 m) långa ovalbanan Norwood Arena Speedway i Norwood i Massachusetts. Totalt avverkades 125 miles (201.168 km) fördelat på 500 varv. Banunderlaget var asfalt. Loppet vanns av Emanuel Zervakis i en Chevrolet på tiden 2:19.20 körande för Monroe Shook. Zervakis snitthastighet uppgick till 53,827 mph. Prispotten uppgick till 3 785 dollar, varav 2 250 dollar gick till segraren. Det var enda gången cup-serien gästade Norwood Arena Speedway.

## Resultat
| Plc     | Nr | Förare              | Team/ bilägare    | Konstruktör | Start | Varv | Ledda varv |
| ------- | -- | ------------------- | ----------------- | ----------- | ----- | ---- | ---------- |
| 1       | 85 | Emanuel Zervakis    | Monroe Shook      | Chevrolet   | 3     | 500  | 361        |
| 2       | 4  | Rex White           | Rex White         | Chevrolet   | 1     | 500  | 125        |
| 3       | 11 | Ned Jarrett         | B.G. Holloway     | Chevrolet   | 9     | 491  | 14         |
| 4       | 86 | Buck Baker          | Buck Baker Racing | Chrysler    | 5     | 476  | 0          |
| 5       | 7  | Jim Reed            | Jim Reed          | Chevrolet   | 4     | 473  | 0          |
| 6       | 14 | Jim Paschal         | Julian Petty      | Pontiac     | 2     | 467  | 0          |
| 7       | 90 | Buzz Woodward       | Buzz Woodward     | Ford        | 11    | 456  | 0          |
| 8       | 27 | Dominic Persicketti | i.u.              | Ford        | 14    | 450  | 0          |
| 9       | 38 | Sammy Packard       | Matt DeMatthews   | Ford        | 13    | 444  | 0          |
| 10      | 34 | Wendell Scott       | Scott Racing      | Chevrolet   | 8     | 426  | 0          |
| 11      | 55 | Ernie Gahan         | John Koszein      | Chevrolet   | 7     | 335  | 0          |
| 12      | 60 | Eddie Flemke        | i.u.              | Dodge       | 17    | 231  | 0          |
| 13      | 56 | Budd Olsen          | Budd Olsen        | Chevrolet   | 12    | 168  | 0          |
| 14      | 64 | Harold Wilcox       | i.u.              | Oldsmobile  | 15    | 112  | 0          |
| 15      | 24 | Bob Devine          | i.u.              | Chevrolet   | 10    | 92   | 0          |
| 16      | 54 | Jimmy Pardue        | Jimmy Pardue      | Chevrolet   | 16    | 2    | 0          |
| 17      | 66 | Hoss Kagle          | Ratus Walters     | Ford        | 6     | 2    | 0          |
| 18      | 57 | Jimmy Mairs         | i.u.              | Chevrolet   | 18    | 2    | 0          |
| Källor: |    |                     |                   |             |       |      |            |